# Elaeosticta transcaspica
Elaeosticta transcaspica är en flockblommig växtart som beskrevs av Jevgenij Korovin. Elaeosticta transcaspica ingår i släktet Elaeosticta och familjen flockblommiga växter. Inga underarter finns listade i Catalogue of Life.